# Magnetostratygrafia
Magnetostratygrafia – kategoria stratygrafii, zajmująca się grupowaniem skał w jednostki stratygraficzne na podstawie podobieństwa ich właściwości magnetycznych.
Jednostki te wyznacza się na podstawie polarności pierwotnego kierunku namagnesowania, czyli zmian biegunów magnetycznych Ziemi. Polarność ta może być normalna (w momencie utrwalenia namagnesowania północny biegun magnetyczny znajdował się w pobliżu północnego bieguna geograficznego), lub odwrotna.
Zapis inwersji pola magnetycznego można korelować z globalną geomagnetyczną skalą polarności (Geomagnetic Polarity Time Scale), Jest ona kompletnie opracowana dla ostatnich 165 mln lat.
Podstawową jednostką magnetostratygraficzną jest magnetozona.